# Prazeres (Lissabon)

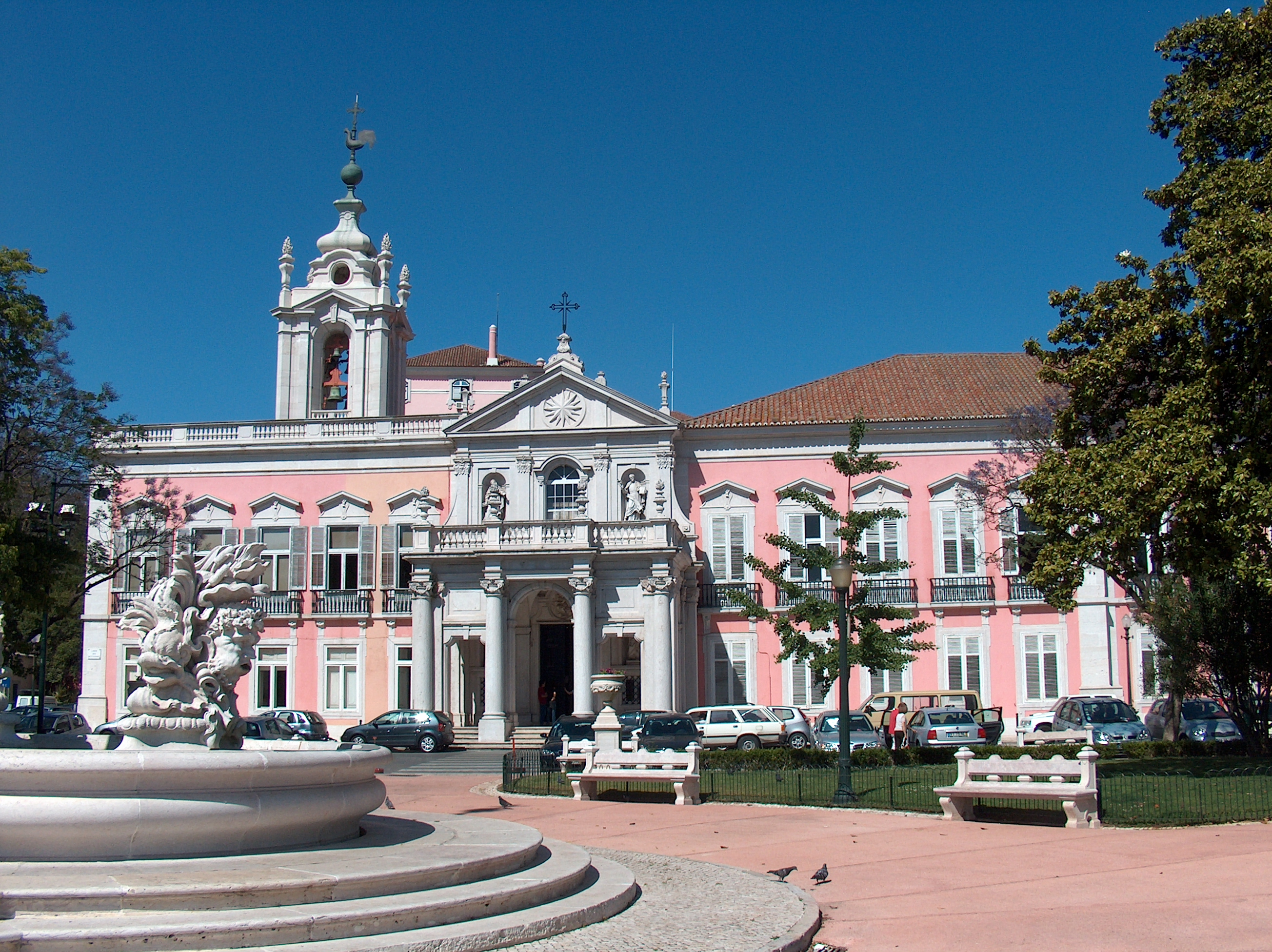
Der Palácio das Necessidades, früher Residenz der Königsfamilie, seit Ende der Monarchie Sitz des Ministeriums für Auswärtige Angelegenheiten

Prazeres ist eine portugiesische Gemeinde (Freguesia) im 2. Bairro der Hauptstadt Lissabon. Sie ist umgeben von den Nachbargemeinden Alcântara, Santo Contestável, Lapa sowie Santos-o-Velho, im Süden grenzt die Gemeinde direkt an den Hauptstadtfluss Tejo. Die Freguesia besteht seit dem 7. Februar 1959, zuvor war sie Teil des Nachbarstadtteils Alcântara. Der Name der Freguesia geht zurück auf die Lokalheilige, die Jungfrau Maria der Freuden (Nossa Senhora dos Prazeres).

## Sehenswürdigkeiten und andere wichtige Einrichtungen
Prazeres ist besonders durch seinen großen Friedhof, den Cemitério dos Prazeres, bekannt. Auf dem seit 1833 bestehenden Friedhof sind zahlreiche bedeutende Persönlichkeiten Portugals begraben. Fernando Pessoa, portugiesischer Dichter der Moderne, war bis 1985 auf dem Friedhof begraben, bis er ins Mosteiro dos Jerónimos umgesetzt wurde; die Fadosängerin Amália Rodrigues besaß bis zu ihrer Umsetzung ins Lissabonner Pantheon ebenfalls ein Grab auf dem Friedhof.
Ebenso bekannt ist der Palácio das Necessidades, zu Deutsch Palast der Bedürfnisse, der über Jahrhunderte hinweg die Residenz der portugiesischen Königsfamilie darstellte. Das auf Weisung Joãos V. errichtete Gebäude diente zunächst dem Oratorium, bis Königin Maria II. als erste in den Palast einzog. Bis auf Luís I., der im Palácio da Ajuda weilte, residierten alle Könige Portugals bis zum Ende der Monarchie 1910 in dem Palast. Nach Ende der Monarchie ist der Palast bis heute Sitz des portugiesischen Ministeriums für Auswärtige Angelegenheiten. Palácio das Necessidades ist allgemein auch ein verwendetes Synonym für die Außenpolitik Portugals.

## Verkehr
Die Gemeinde Prazeres ist durch mehrere große Straßen gut ins Straßensystem der portugiesischen Hauptstadt eingebunden, zu nennen sind besonders die Avenida 24 de Julho, Avenida Infante Santo und die Avenida de Ceuta. Die große, markante Brücke Ponte 25 de Abril tangiert zwar das Gebiet der Gemeinde, bietet jedoch dort keine Auf- oder Abfahrt.
Zwar gibt es keinen U-Bahnanschluss in Prazeres, jedoch halten die Züge der staatlichen CP auf der Linha de Cascais am Bahnhof Santos, der sich direkt am Tejoufer befindet. Wesentlich wichtiger für die Erschließung der Gemeinde ist die Straßenbahn. Sowohl die Hauptachse der Straßenbahn, die Strecke von der Praça do Comércio über Belém nach Algés, als auch die von der Linie 28E bediente Nebenstrecke von der Praça do Comércio zum Friedhof Cemitério dos Prazeres erschließen die Gemeinde. Ergänzend ermöglichen einige Buslinien der städtischen Carris Tangentialverbindungen zur Praça Marquês de Pombal und nach Campolide.